# Esquizencefalia
La esquizencefalia es un trastorno encefálico poco común, caracterizado por surcos o hendiduras anormales en los hemisferios cerebrales. La esquizencefalia es un tipo de porencefalia. Los individuos con hendiduras en ambos hemisferios, o hendiduras bilaterales, a menudo presentan retrasos en el desarrollo y en las capacidades del habla y del idioma y disfunciones córticoespinales. Los individuos con hendiduras más pequeñas, unilaterales (hendiduras en un hemisferio), pueden presentar debilidad en un lado del cuerpo y poseer una inteligencia promedio o casi promedio. Los pacientes con esquizencefalia también pueden tener grados variables de microcefalia, retraso mental, hemiparesia (debilidad o parálisis que afecta a un lado del cuerpo) o cuadriparesia (debilidad o parálisis que afecta las cuatro extremidades) y una reducción del tono muscular (hipotonía). La mayoría de los pacientes sufre convulsiones y algunos pueden presentar hidrocefalia.
En la esquizencefalia las neuronas se sitúan al borde de la hendidura, lo cual indica una interrupción muy temprana en el desarrollo. Se ha descubierto el origen genético de un tipo de esquizencefalia cuyas causas pueden incluir exposiciones ambientales durante el embarazo, tales como medicamentos administrados a la madre, la exposición a toxinas o una falla vascular. A menudo existen heterotopias relacionadas (islas aisladas de neuronas) que indican una falla en la migración de las neuronas a su posición final en el cerebro.
El tratamiento para los individuos con esquizencefalia consiste generalmente en una terapia física, tratamiento para las convulsiones y una derivación (shunt) en los casos que son complicados por hidrocefalia. El pronóstico para los individuos con esquizencefalia varía dependiendo del tamaño de las hendiduras y del grado del déficit neurológico.